# لوك بارنات
لوك بارنات (بالإنجليزية: Luke Barnatt؛ مواليد 13 أبريل 1988) هو مُقاتل فنون قتالية مختلطة إنجليزي.

## وصلات خارجية
- لوك بارنات على موقع يو إف سي (الإنجليزية)
- لوك بارنات على موقع شيردوغ (الإنجليزية)